# Vickers Type 559
El Vickers Type 559 fue un avión interceptor supersónico diseñado por la compañía aeronáutica británica Vickers-Armstrongs y fue su propuesta para el Requerimiento Operacional F.155 de 1955.
No fue aceptado para una mayor consideración; las propuestas más valiosas fueron las de Armstrong Whitworth y Fairey, sin embargo el requerimiento del F.155 fue descartado como resultado del Libro Blanco de Defensa de 1957.

## Diseño y desarrollo
El Type 559 era un diseño canard poco ortodoxo con una enorme entrada de aire en el mentón, dividida verticalmente, que alimentaba a dos motores De Havilland Gyron recalentados de 89 kN (20 000 lbf) de empuje cada uno, colocados uno sobre el otro, de forma similar al English Electric Lightning. Se instalaron dos cohetes De Havilland Spectre Junior, uno a cada lado del fuselaje, a nivel del ala. Se montaron dos misiles Red Hebe o Blue Jay a lo largo de la parte superior del fuselaje, entre el canard y el plano principal, que poseía placas terminales que incorporaban timones gemelos.

## Especificaciones
Referencia datos: Supermarine Aircraft since 1914 

### Características generales
- Tripulación: Uno (piloto)
- Longitud: 20,8 m (68,2 ft)
- Envergadura: 12,8 m (42 ft)
- Altura: 4,7 m (15,3 ft)
- Superficie alar: 57,1 m² (614,6 ft²)
- Peso vacío: 18 817 kg (41 472,7 lb)
- Peso cargado: 28 209 kg (62 172,6 lb)
- Planta motriz: 2× turborreactor con poscombustión De Havilland Gyron PS.26/1.
  - Empuje normal: 89 kN (9075 kgf; 20 008 lbf) de empuje cada uno.
  - Empuje con postquemador: 120 kN (12 236 kgf; 26 977 lbf) de empuje cada uno.
- Planta motriz adicional: 2x motor cohete de queroseno/peróxido de hidrógeno De Havilland Spectre Junior de 22 kN (5000 lbf) de empuje unitario

### Rendimiento
- Velocidad máxima operativa (Vno): Mach 2,5
- Alcance: 32 min
- Alcance en combate: 240 km (130 nmi; 149 mi)
- Techo de vuelo: 18 000 m (59 055 ft) (según lo especificado por el F.155)

### Armamento
- Misiles: 

  - 2x Red Hebe (guiado radar) o Blue Jay (búsqueda de calor)

## Aeronaves relacionadas

### Secuencias de designación
- Secuencia Numérica (interna de Vickers): ← 496 - 498 - 499 - 559 - 571 - 579 - 581 →
- Secuencia Numérica (interna de Supermarine): ← 556 - 557 - 558 - 559 - 560 - 561 - 562 →